# Криниця (Ніжинський район)
Крини́ця —  село в Україні, у Носівській міській громаді Ніжинського району Чернігівської області. Населення становить 246 осіб. До 2016 орган місцевого самоврядування — Володьководівицька сільська рада.
Відсутнє на мапі Шуберта 1869 року та в списках населених пунктів Чернігівської губернії 1901 року. На 1924 - поселення Володьково-Дівицької сільради Носівського району Ніжинської округи, 54 господарства, 265 жителів.